# IdeaPad
IdeaPad (stylisé comme ideapad) est une gamme d'ordinateurs portables destinés aux consommateurs, développés et commercialisés par Lenovo. L'IdeaPad est principalement en concurrence avec des ordinateurs portables tels que Acer Aspire, Dell Inspiron et XPS, HP Pavilion, Envy et Stream, Samsung Sens et Toshiba Satellite.

## Histoire

Ancien logo IdeaPad.

L'IdeaPad laptops est annoncé en janvier 2008. Les trois premiers modèles mis en production sont Y710, Y510 et U110. Parmi les fonctionnalités qui les définissent, on peut citer des écrans larges, la reconnaissance faciale VeriFace ou le système Dolby pour le son.
La conception de l'IdeaPad a marqué un écart par rapport aux ordinateurs portables ThinkPad destinés aux entreprises, tournée vers une apparence et une sensation plus axées sur le consommateur. Parmi ces changements figuraient un écran brillant et l'absence du TrackPoint.
Le 21 septembre 2016, Lenovo a confirmé que sa série Yoga n'est pas censée être compatible avec les systèmes d'exploitation Linux, qu'il est impossible d'installer Linux sur certains modèles et qu'elle n'est pas prise en charge. Cela fait suite à la couverture médiatique des problèmes rencontrés par les utilisateurs en essayant d'installer Ubuntu sur plusieurs modèles Yoga, y compris les 900 ISK2, 900 ISK For Business, 900S et 710, Lenovo désactivant et supprimant intentionnellement le support. Pour le mode de stockage AHCI pour le disque SSD de l'appareil dans le BIOS de l'ordinateur, en faveur d'un mode RAID qui n'est pris en charge que par les pilotes Windows 10 fournis avec le système. (Ceci est également noté pour rendre la création de supports d'installation Windows plus difficile qu'elle ne l'est normalement, car le processus nécessite l'extraction d'un pilote de stockage et son chargement pendant le processus d'installation de Windows, sinon le programme d'installation ne verra pas le SSD.),,,.
En février 2020, Lenovo IdeaPad S940 est l'ordinateur portable 4K le moins cher au monde. Cet ordinateur portable IdeaPad, fabriqué en aluminium, est le premier ordinateur portable au monde à être doté d'un écran Contour incurvé.

## Modèles
La marque IdeaPad est déclinée en 4 séries (2021).
- La série S (100, 300 et 500) : Milieu de gamme
- La série Flex : Ideapad 2-en-1
- La série D : Ideapad 2-en-1 avec clavier détachable
- La série 300 : Entrée de gamme
  - Série Gaming

Séries abandonnées,,.
- La série Y900 et Y700
- La série 700
- La série 300S
- La série Miix
- La série Creator
- La série C
- La série L